# Rodrigo Barrera
Rodrigo Hernán Barrera Funes (Santiago, 30 de março de 1970) é um ex-futebolista chileno que jogou na Universidad Católica e na Seleção Chilena.

## Carreira
Atuou também por Necaxa, Universidad de Chile e Melipilla. Abandonou a carreira em 2006, no Palestino.

## Seleção Chilena
Pela Seleção Chilena, El Chamuca (apelido do jogador) estreou em 1993. Foram 22 jogos com La Roja, e cinco gols. Foi convocado para a Copa de 1998, como reserva imediato de Marcelo Salas e Iván Zamorano, que viviam boa fase. No entanto, Barrera não teve nenhuma oportunidade para jogar.